# Ludwig Batthyány (Palatin)

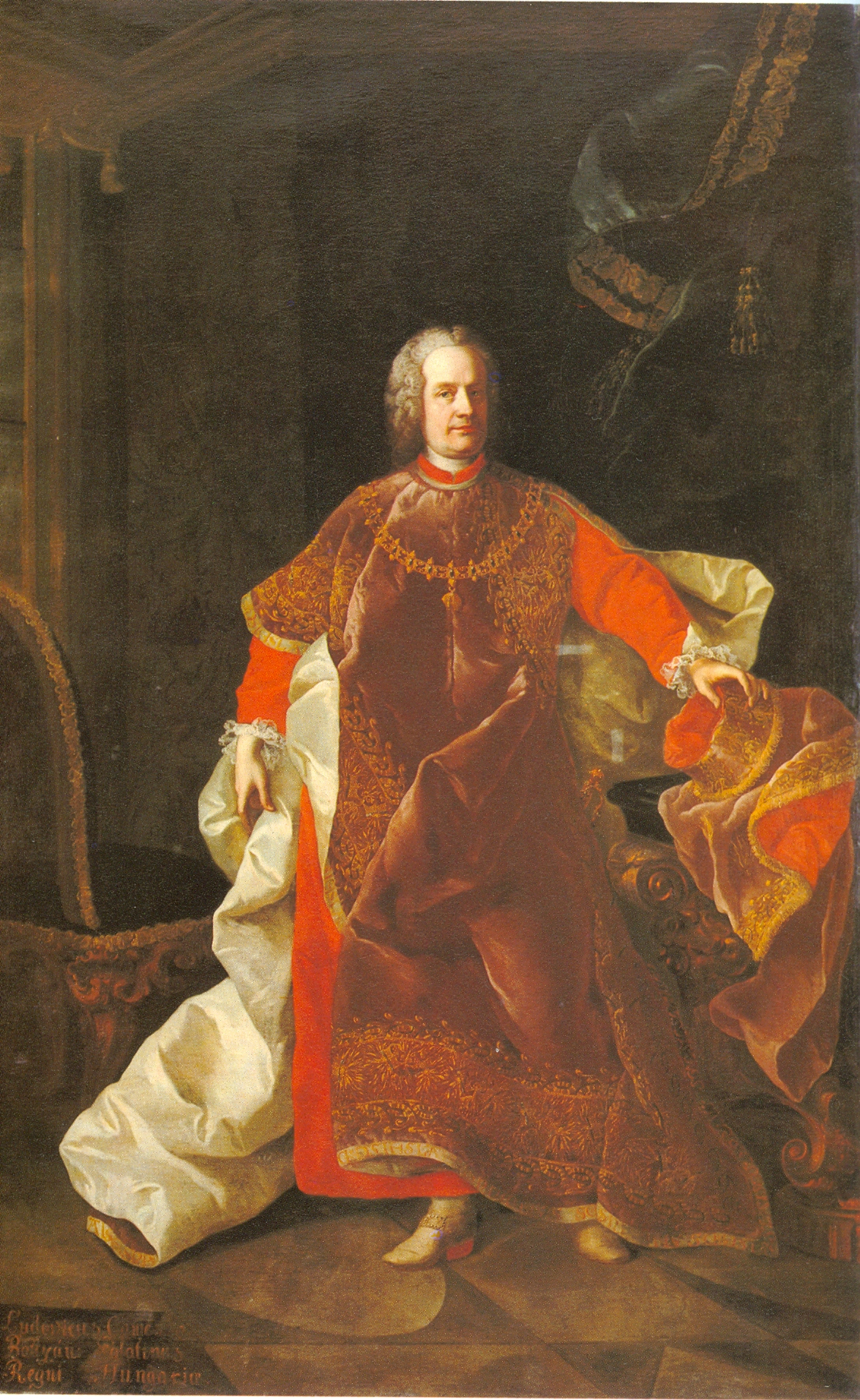
Ludwig Ernst im Ornat des Ritters vom Goldenen Vlies

Ludwig Ernst Batthyány (ungarisch Batthyány Lajos Ernő; * 17. März 1696; † 26. Oktober 1765 in Rechnitz) war ein ungarischer Magnat, Obergespan und Graf von Batthyány de Németújvár. Er erlangte als Hofkanzler und Palatin höchste politische Ämter im Königreich Ungarn, und ließ als Grundherr mehrere bis heute bestehende Schlösser errichten oder ausbauen. Im Stammbaum seiner Familie wird er als Ludwig I. Ernst geführt.

## Herkunft und Familie
Ludwig Ernst entstammte dem alten und weit verzweigten ungarischen Magnatengeschlecht Batthyány, das als Grafen und später Fürsten zu den bedeutendsten Adelsfamilien der Habsburgermonarchie gehörte. Als ältester Sohn von Graf Adam II. Batthyány (1662–1703) und seiner Frau Eleonore Batthyány-Strattmann (1672–1741) gehörte er der älteren, sogenannten Christoph-Linie der Familie an. Diese wurde von seinem Großvater väterlicherseits, Christoph II. Batthyány (1637–1687) gegründet. Seine Großmutter väterlicherseits war Anna Maria von Palocsay, die Großeltern mütterlicherseits Theodor Heinrich von Strattmann und Mechtilde von Mollard.
Bereits sein Vater besetzte als Ban von Kroatien ein hohes politisches Amt im Habsburgerreich. Seine Mutter Eleonore war eine enge Vertraute von Prinz Eugen von Savoyen. Der jüngere Bruder Ludwigs, Karl Josef Batthyány (1697–1772), wurde Erzieher und Obersthofmeister des späteren Kaisers Josef II. und 1763/64 in den Fürstenstand erhoben.

## Leben und Wirken

### Kindheit und Jugend
Ludwig Ernst wurde am 17. März 1696 an einem nicht näher bekannten Ort geboren. Nach dem frühen Tod des erst einundvierzigjährigen Vaters im Jahre 1703 übernahm seine Mutter Eleonore die Vormundschaft über ihn und seinen Bruder Karl Josef. Die Familie dürfte den Großteil ihrer Zeit in Wien verbracht haben. Dort besaß sie ein Barockpalais in der Renngasse, das heutige Palais Schönborn-Batthyány, und zwei Häuser in der Bankgasse, die sie im Laufe der Zeit zum prächtigen Palais Batthyány ausbauen ließ. Ein häufiger Gast in diesen Residenzen war Prinz Eugen von Savoyen.

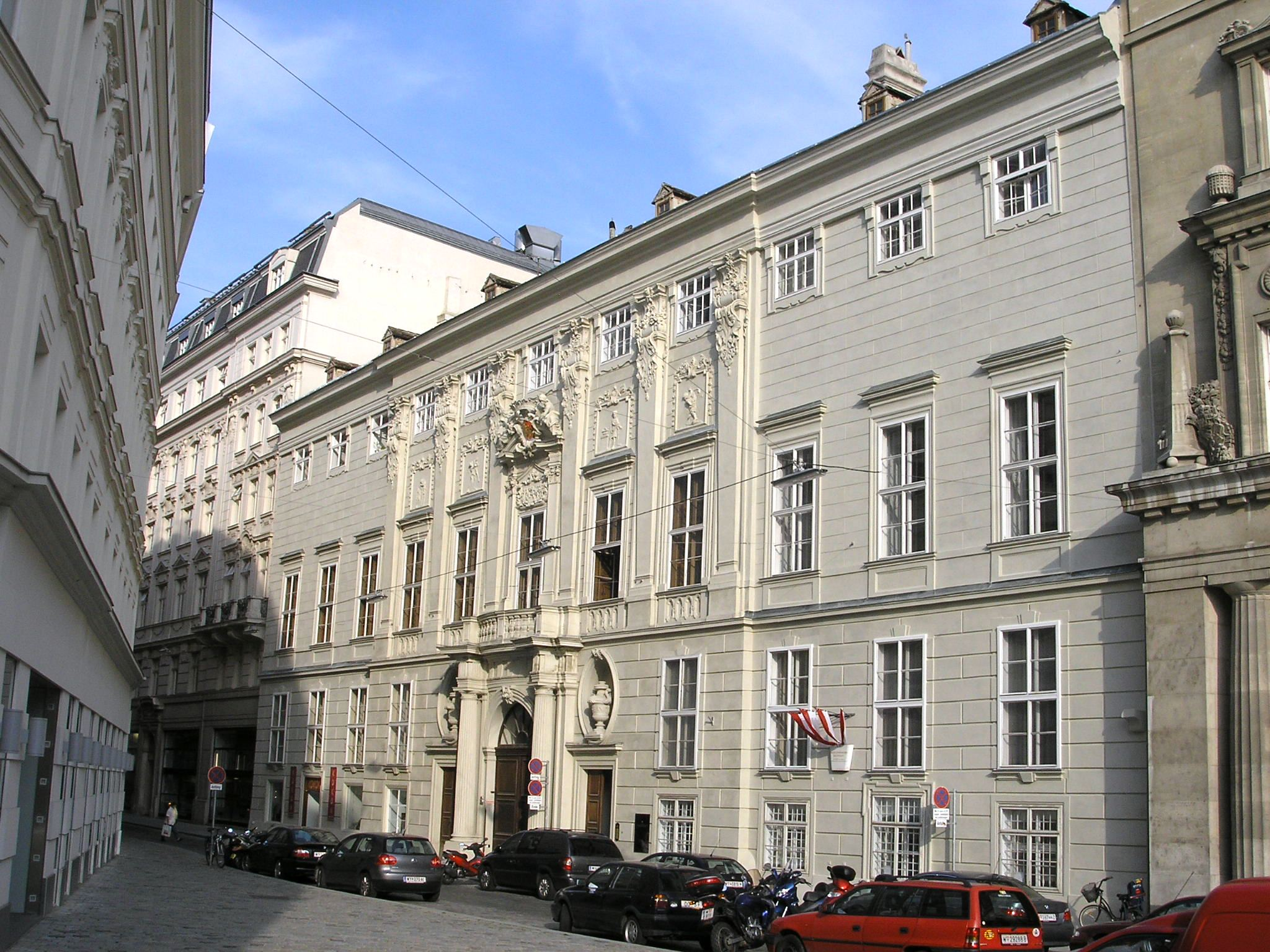
Palais Schönborn-Batthyány, wo Ludwig vermutlich einen Großteil seiner Kindheit verbrachte

### Militär- und Staatsdienst
Als junger Erwachsener nahm Ludwig 1716 als k.k. Hauptmann unter anderem an der Schlacht von Peterwardein und an der Belagerung von Temesvár teil. Danach wechselte er in den Staatsdienst und wurde 1716 zum Erbobergespan des Komitats Eisenburg (ung.: Vas vármegye, lat.: comitatus Castriferrei) ernannt. 1717 heiratete er in Wien Gräfin Maria Theresia Kinsky aus dem böhmischen Uradelsgeschlecht Kinsky von Wchinitz und Tettau. Im selben Jahr wurde er zum kaiserlichen wirklichen Kämmerer ernannt, danach zum Vizekanzler. 1718 folgte die Ernennung zum königlich ungarischen Hofrat und eine Anstellung als Assessor in der Hofkanzlei. Im Jahr 1721 erhielt er zusammen mit seinem Bruder Karl das Indigenat in Böhmen, Schlesien und Mähren. Ein Jahr darauf wurde er zum interimistischen Administrator des Komitats Zala ernannt, 1723 zum königlichen Oberstmundschenk, und 1728 zum wirklichen geheimen Rat.
Nach seiner Ernennung zum ungarischen Hofkanzler in Wien im Jahr 1732 nahm er in dieser Funktion auch am Reichstag zu Pressburg 1741 teil. Auf diesem ergriff in einer flammenden Rede Partei für Maria Theresia und nahm damit einen wichtigen Einfluss auf die Entscheidung des Reichtages die Königin im Österreichischen Erbfolgekrieg mit Truppen zu unterstützen. 1744 wurde er zum Ritter des Ordens vom Goldenen Vlies ernannt (No. 712). Auf dem zweiten Reichstag unter Maria Theresia 1751 wurde er zum Palatin von Ungarn ernannt. Ein Amt, das nach seinem Tod 1765 für 25 Jahre vakant blieb, und das nach ihm nur mit Erzherzögen des Hauses Habsburg-Lothringen besetzt wurde. 1756 stellte er ein Husarenregiment auf, das im Siebenjährigen Krieg zum Einsatz kam, wofür er 1764 das Großkreuz des Königlich ungarischen Sankt-Stephan-Ordens erhielt.

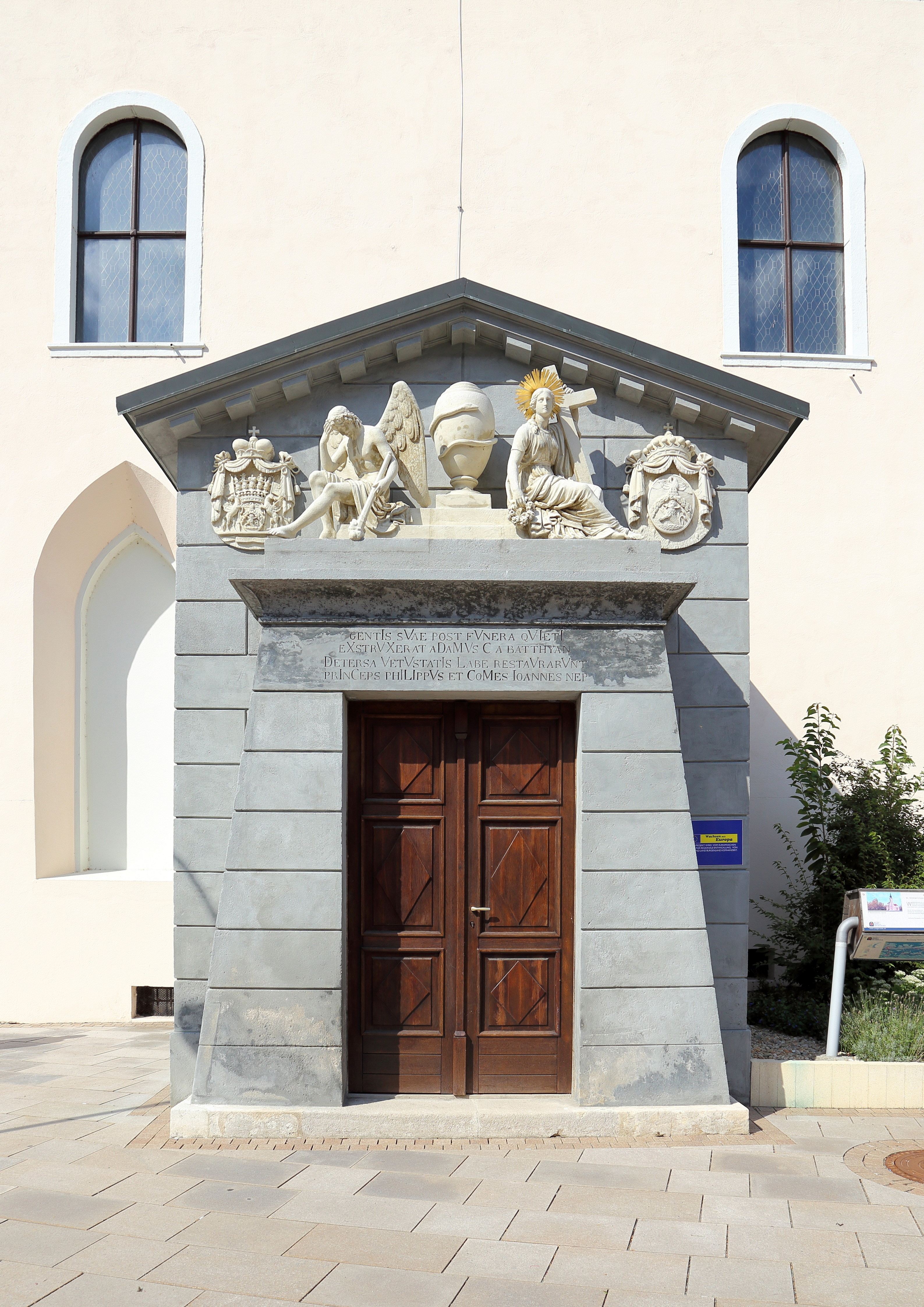
Das Hauptportal der Batthyány-Familiengruft an der Südseite der Klosterkirche Güssing

Im selben Jahr nahm er am dritten und letzten Reichstag Maria Theresias statt. Aufgrund vom Widerstand des Adels gegen eine von ihr gewünschte Steuererhöhung, kam es zu einer Abkühlung des Verhältnisses zwischen Königin und Graf. Maria Theresia machte Ludwig für das Ergebnis des Reichtages verantwortlich, und überging den von ihm vorgeschlagenen Kandidaten für die Besetzung der Kronhüterwürde. Der gekränkte Ludwig Ernst zog sich auf seine Güter zurück und verstarb am 26. Oktober 1765 im 70. Lebensjahr auf Schloss Rechnitz. Er wurde in der heute noch bestehenden Familiengruft der Batthyány unter der Klosterkirche Güssing bestattet.

### Grundbesitz und Schlösser
Als Grundherr weitete Ludwig den Besitz seiner Familie durch laufend erfolgte Zukäufe aus. So erwarb er 1743 Kanizsa (das heutige Nagykanizsa) von der Familie Szapáry, 1744 Homokkomárom von einem Baron Eck, und brachte diese Besitzungen mit anderen Gütern in das 1746 errichtete Fideikomiß ein. Mit der Herrschaft Sellye erwarb er 1747 von Gräfin Abensperg-Traun über 40 Orte und Puszten in den Komitaten Somogy und Baranya. Das 1750 erworbene Tatzmannsdorf/Tarcsa (heute Bad Tatzmannsdorf) schloss er seiner nahen Herrschaft Bernstein an. In den Jahren 1757–1759 kaufte er schließlich schrittweise die Herrschaft Kisbér im Komitat Komárom. Durch das Aussterben der Grafen von Strattmann, denen seine Mutter Eleonore entstammte, erbte Ludwig Ernst 1760 auch Schloss Peuerbach mit den Besitzungen Waasen, Schmiding, Haiding und Spättenbrunn.
Unter der Herrschaft Ludwigs wurden auch zahlreiche Ausbauten an bestehenden Schlössern durchgeführt oder neue Gebäude errichtet. Aufgrund einer neu eingeführten Dachsteuer ließ er das Dach des Batthyán'schen Stammsitzes Burg Güssing abtragen, und anstelle der unbequem gewordenen mittelalterlichen Festung zusätzlich 1761 direkt in der Stadt das Kastell Batthyány errichten. Etwa um die gleiche Zeit wurde mit dem Bau der Sommerresidenz begonnen, dem heutigen Schloss Draskovich. Im nördlichen Zentralungarn ließ er Schloss Bicske großzügig umbauen. Die meiste Zeit verbrachte er vermutlich aber auf den Schlössern Körmend und Rechnitz, auf dem er auch starb. Beim Schloss Körmend ließ er einen Tier- und Fasangarten anlegen und machte es zu seinem Verwaltungs- und Hauptsitz.
Nach seinem Tod wurden die Besitztümer unter seinen vier Söhnen aufgeteilt. Die Herrschaften Kanizsa und Bernstein hatte er bereits zu seinen Lebzeiten an seine Söhne Adam Wenzel und Theodor übergeben.
Die Schlösser und Burgen des Ludwig Ernst Batthyány:

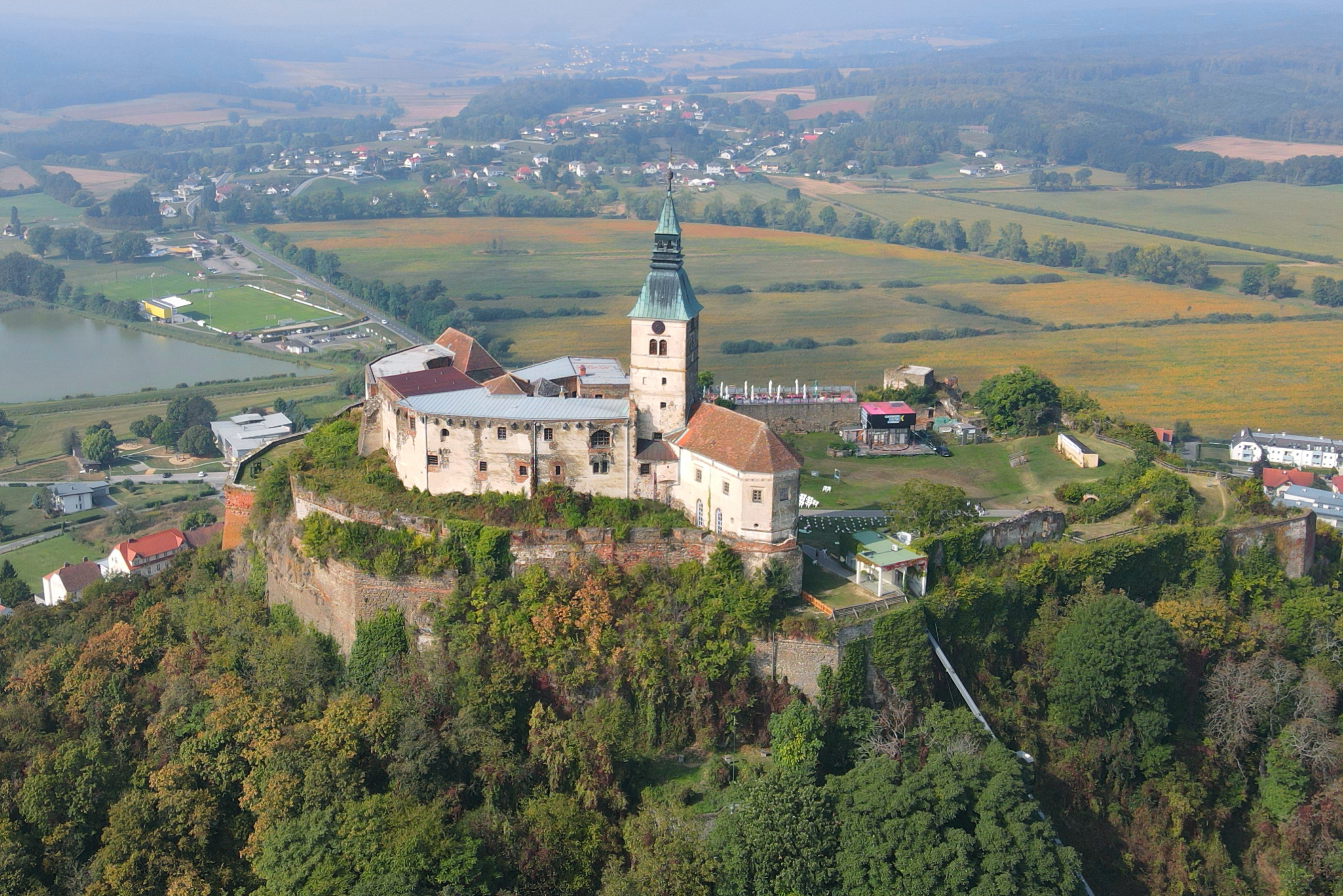
Burg Güssing (Familienstammsitz)
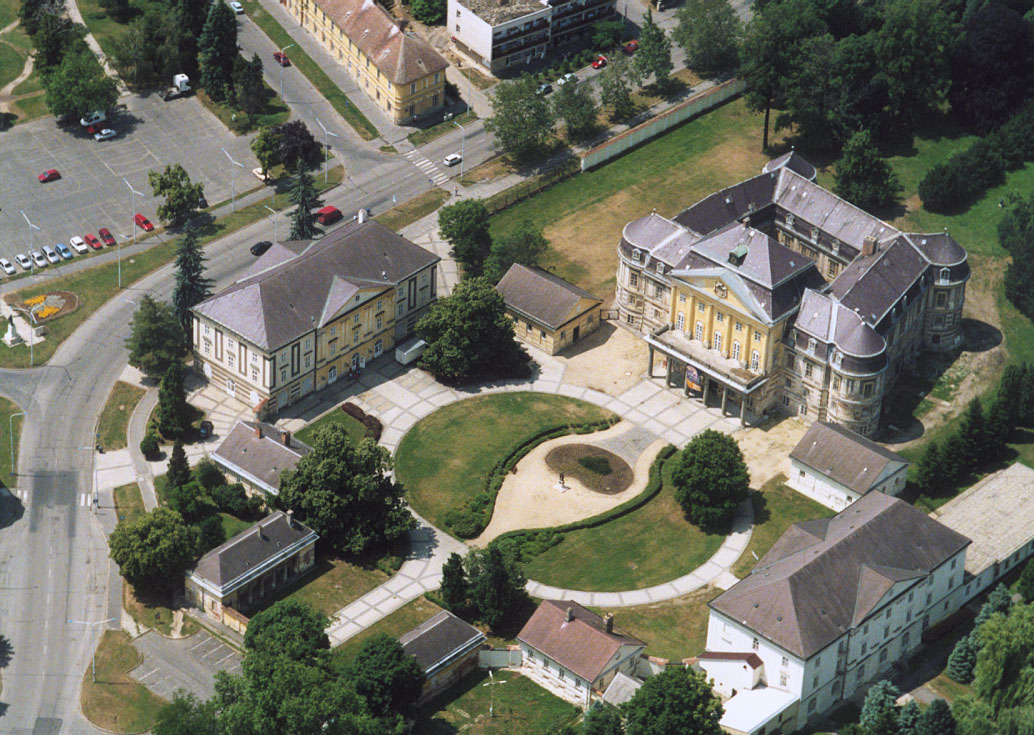
Schloss Körmend (Hauptsitz Ludwigs)
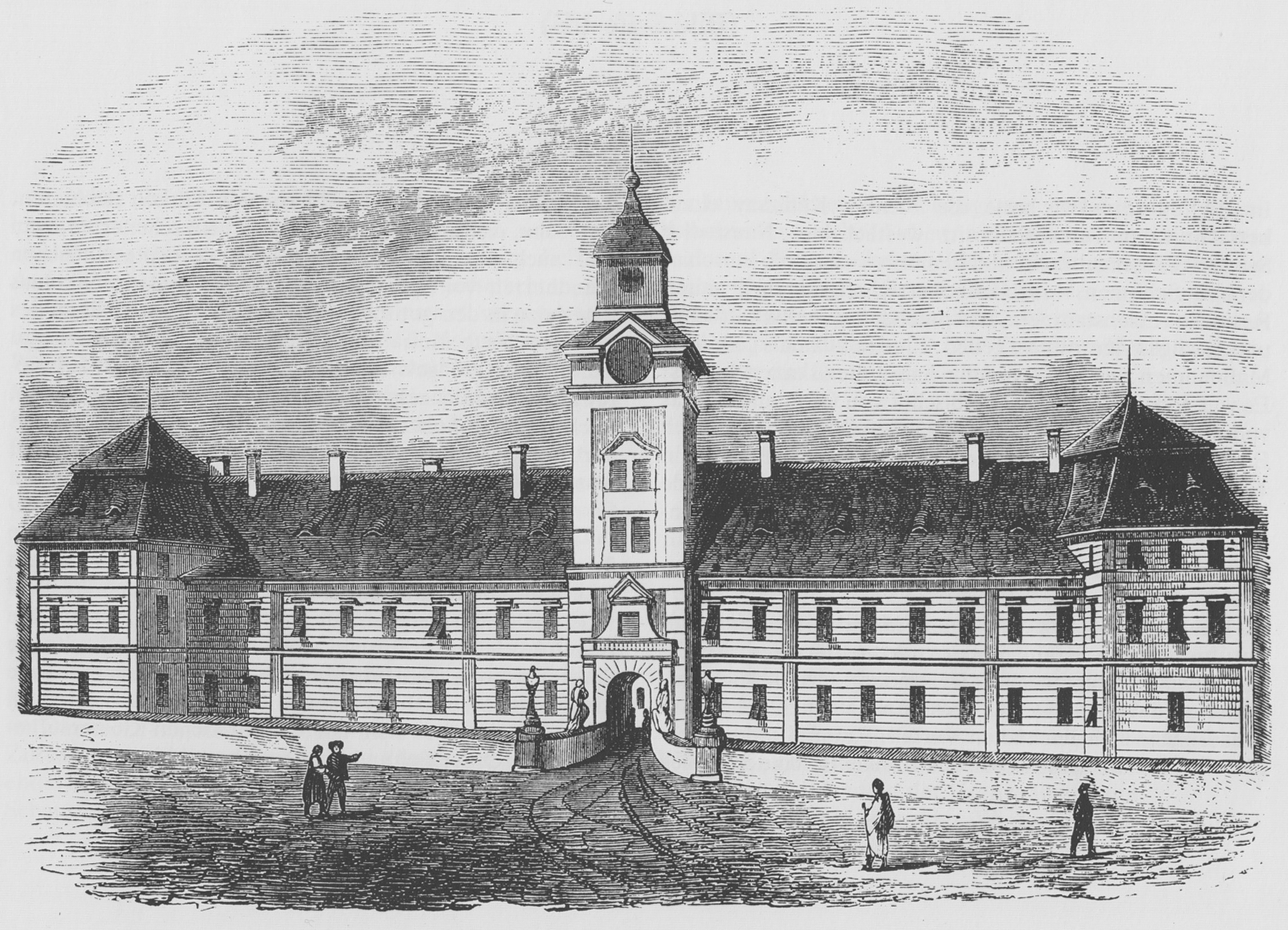
Schloss Rechnitz (Todesort Ludwigs)
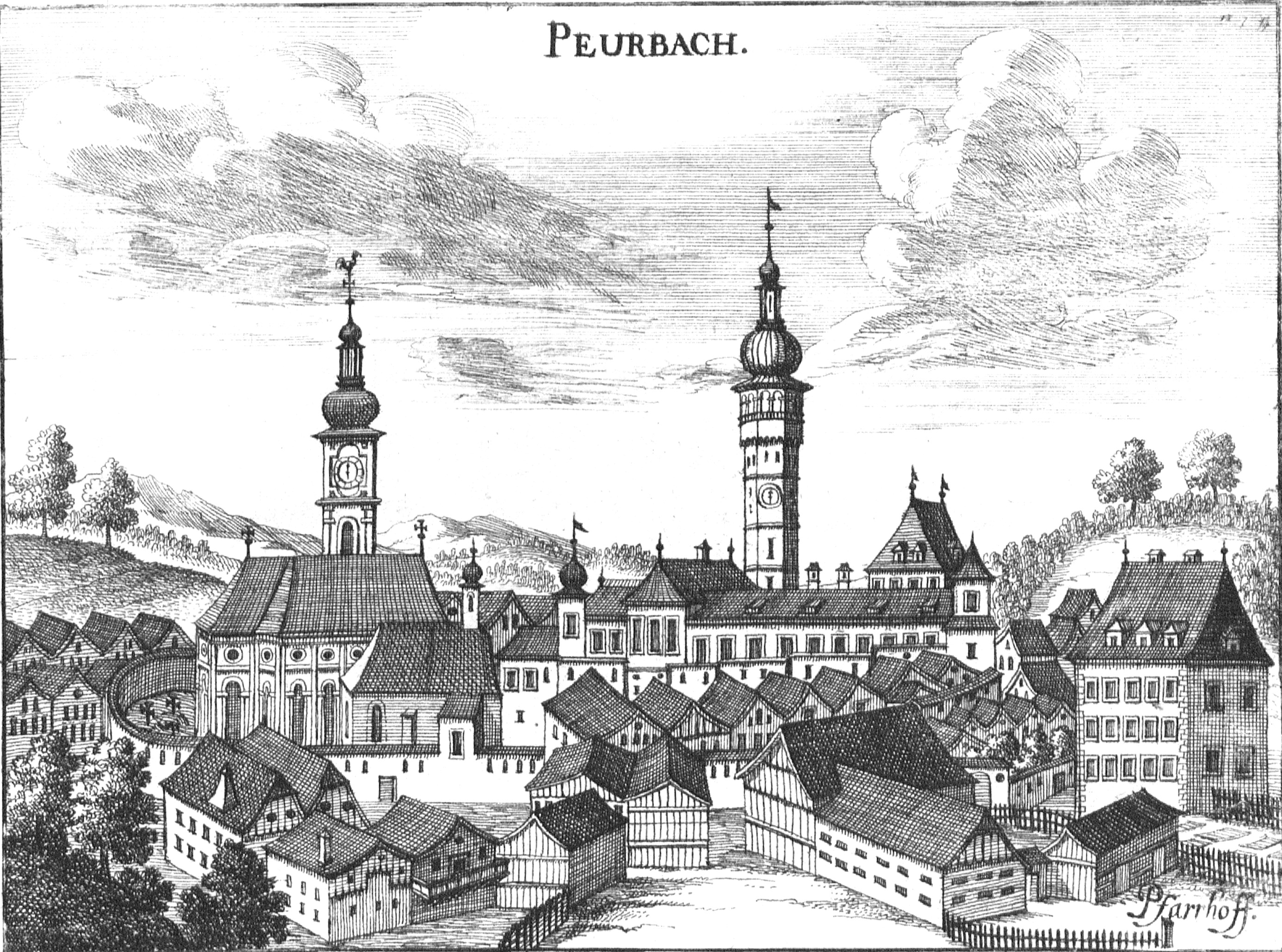
Schloss Peuerbach (Strattmann'sches Erbe)
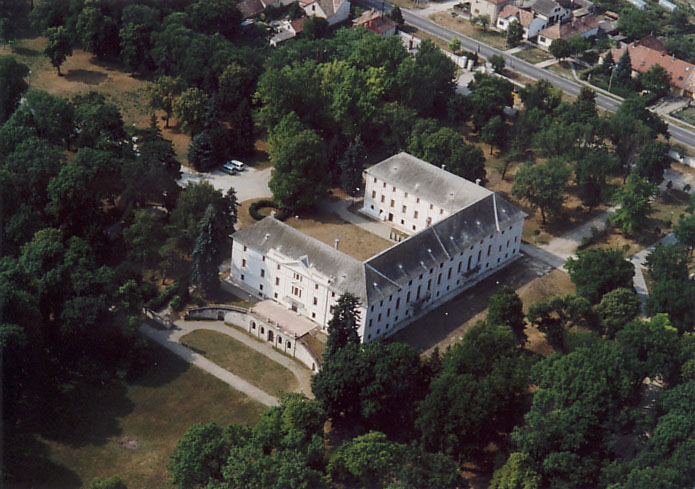
Schloss Bicske, Komitat Fejér
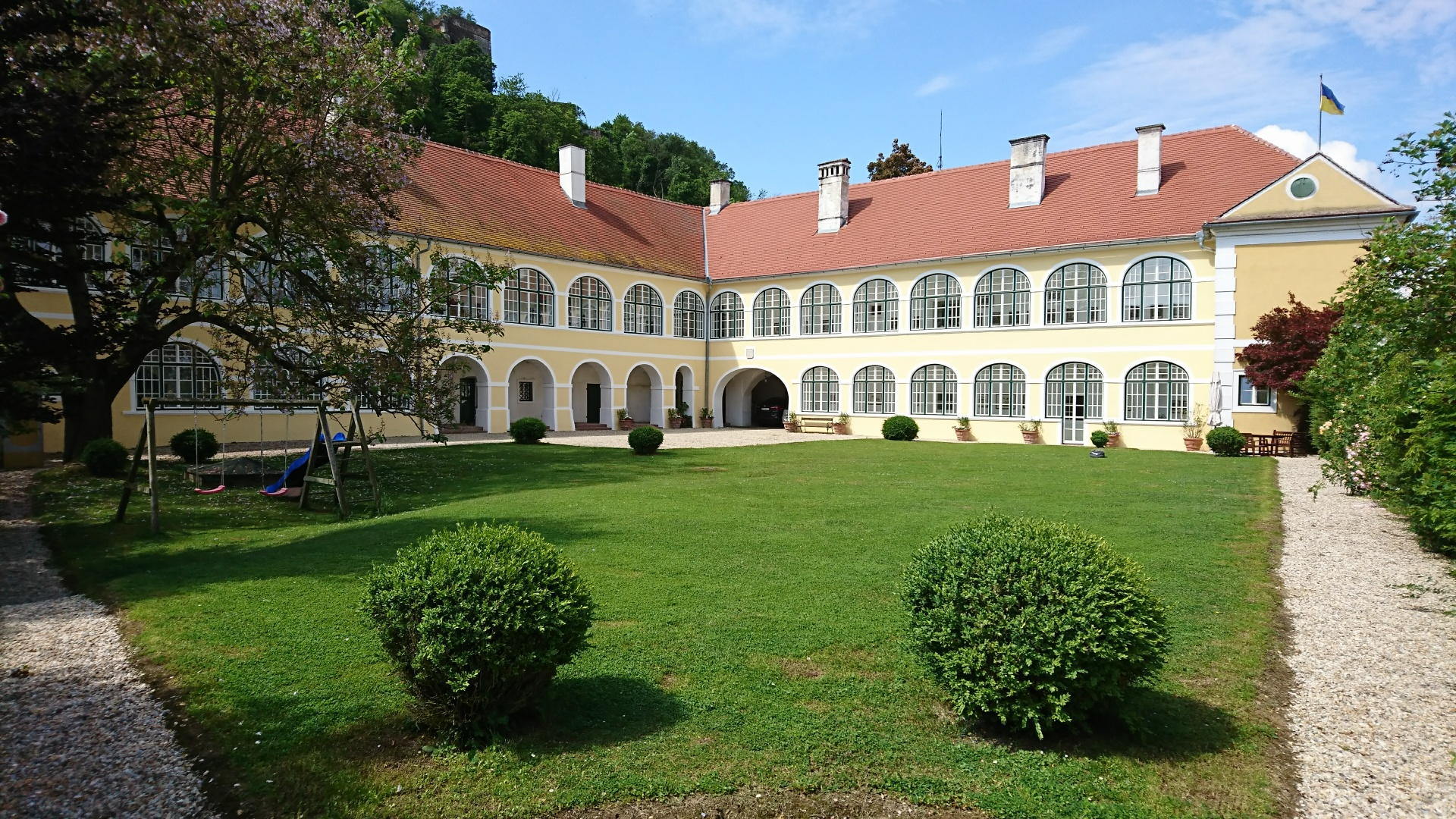
Kastell Batthyány, Güssing
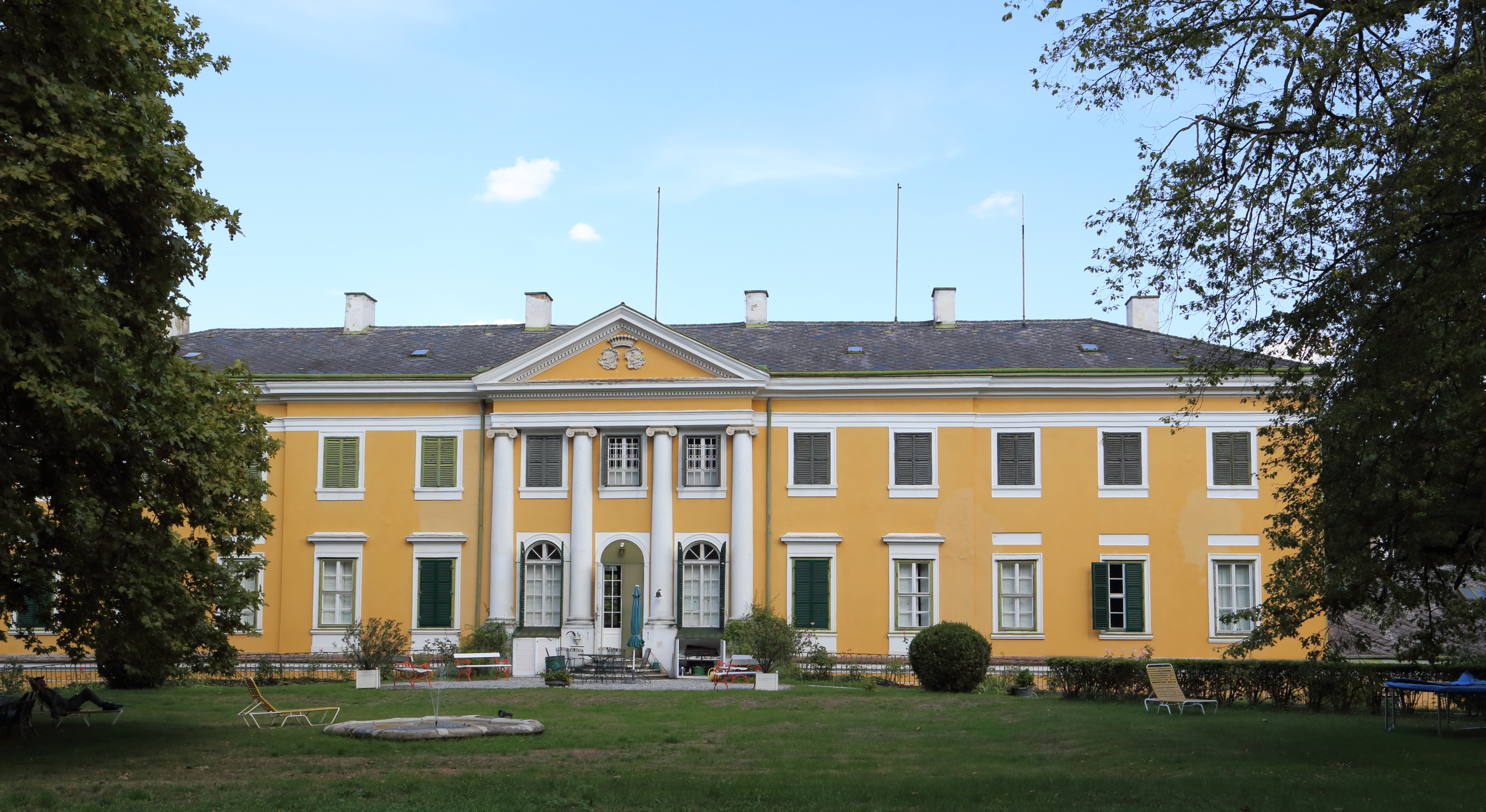
Schloss Draskovich, Güssing

## Ehe und Nachkommen
Graf Ludwig Ernst Batthyány heiratete am 27. Mai 1717 Wien Therese Gräfin Kinsky (1700–1775).
Aus der Ehe gingen zehn Kinder hervo (fünf Töchter und fünf Söhne), von denen aber nur fünf das Erwachsenenalter erreichten:
- Maria Antonia (1720–1797)

1. ⚭ 1743 Nikolaus Erdödy (1719–1757) Graf von Monyorókerék et Monoszló
2. ⚭ 1764 Karl Joseph Batthyány (1697–1772), 1. Fürst Batthyány, Bruder ihres Vaters[32]

- Adam Wenzel (1722–1787), 2. Fürst von Batthyány-Strattmann (1772–1787)
- Joseph (1727–1799), Fürstprimas von Ungarn, Erzbischof und Kardinal
- Theodor (1729–1812)
- Philipp (1734–1795)[33]

Der älteste Sohn Ludwigs, Adam Wenzel kam durch den Tod seines Vaters 1765 in den Besitz des Majorats der Batthyán'schen Christoph-Linie und das der Grafen von Strattmann. Vom 1772 verstorbenen, kinderlos gebliebenen Onkel Karl Joseph, 1. Fürst Batthyány, erbte er auch den Fürstentitel und wurde damit zum 2. Fürst Batthýany-Strattmann.
Durch die damals erfolgte Vereinigung der Ebrechte beider Familien in einer Linie, nennt sich der fürstliche Zweig der Familie bis heute Batthyány-Strattmann, während die gräfliche Linie weiterhin als Batthyány bekannt ist.

## Auszeichnungen
- Ritter vom Goldenen Vlies (1744)[35]
- Großkreuz des Königlich ungarischen Sankt-Stephans-Ordens (1764)[36]